# Saison 2 de Scandal
Chronologie
Saison 1 Saison 3
Cet article présente le guide des épisodes de la deuxième saison de la série télévisée américaine Scandal.

## Généralités
- Le 11 mai 2012, la série a été officiellement renouvelée pour une deuxième saison par le réseau ABC[1].
- Le 29 octobre 2012, ABC a commandé 9 épisodes supplémentaires pour une saison complète[2].
- Au Canada, la saison est diffusée en simultané sur Citytv.
- En France, les treize premiers épisodes ont été diffusés en exclusivité du 28 avril 2013 au 30 mai 2013 sur Canal+ et les 9 épisodes restant du 24 septembre 2013 au 1er octobre 2013 en avant première sur Canal+ Séries. Sur M6, elle a été diffusée du 15 juillet 2014 au 22 août 2014 sur M6
- En Belgique, elle a été diffusée entre le 8 mai 2013 et le 2 octobre 2013 sur RTL-TVI.
- En Suisse, elle a été diffusée entre le 18 janvier 2014 et le 8 mars 2014 sur RTS Un.
- Au Québec, elle a été diffusée du 20 mars 2014 au 14 août 2014 sur Séries+.

## Distribution

### Acteurs principaux
- Kerry Washington (VF : Marjorie Frantz) : Olivia Pope
- Columbus Short (VF : Frantz Confiac) : Harrison Wright
- Darby Stanchfield (VF : Agnès Manoury) : Abby Whelan
- Katie Lowes (VF : Céline Melloul) : Quinn Perkins
- Guillermo Díaz (VF : Nessym Guétat) : Huck Finn
- Jeff Perry (VF : Thierry Wermuth) : Cyrus Beene
- Joshua Malina (VF : Patrice Baudrier) : David Rosen[3]
- Bellamy Young (VF : Claire Guyot) : Mellie Grant[4]
- Tony Goldwyn (VF : Philippe Valmont) : Fitzgerald Grant

### Acteurs récurrents
- Dan Bucatinsky (VF : Nicolas Djermag) : James Novak
- Kate Burton (VF : Évelyne Grandjean) : Sally Langston
- Gregg Henry (VF : Gabriel Le Doze) : Hollis Doyle[5]
- Debra Mooney (VF : Françoise Petit) : Verna Thornton[6] (épisodes 2 à 13)
- Norm Lewis (VF : Daniel Njo Lobé) : Edison Davis[7]
- Susan Pourfar (VF : Laura Zichy) : Becky Flynn
- Scott Foley (VF : Mathias Kozlowski) : Jacob « Jake » Ballard[8]
- Brenda Song (VF : Nathalie Bienaimé) : Allisa

### Invités
- Jillian Armenante (VF : Ivana Coppola) : Moira O'Donnell[5] (épisode 1)
- Lorraine Toussaint : Nancy Drake[7] (épisode 2)
- Ann Cusack () : Corinne Stark[7] (épisode 3)
- Patrick Fischler (VF : Vincent Ropion) : Arthur « Artie » Hornbacher[7] (épisode 3)
- Steven W. Bailey (en) : Noah Elliot[7] (épisodes 3 et 4)
- Brenda Strong (VF : Françoise Cadol) : Joan Reston[9] (épisode 5)
- Tom Amandes (VF : Bernard Lanneau) : Samuel Reston[10] (épisodes 5 et 11)
- Stephen Collins (VF : Jean-Luc Kayser) : Reed Wallace [11] (épisode 8)
- Barry Bostwick : Jerry Grant[12] (épisode 11)
- Adam Shapiro (VF : Grégory Quidel) : Jesse Tyler[13] (épisode 12)
- Lisa Edelstein (VF : Frédérique Tirmont) : Sarah Stanner[14] (épisode 16)
- Eric Mabius (VF : Anatole de Bodinat) : Sénateur Peter Caldwell[15] (épisode 15)
- Melinda McGraw (VF : Juliette Degenne) : Debora Clarkson [16] (épisode 17)
- Jasika Nicole (VF : Fily Keita) : Kim[17] (épisode 19)
- John Barrowman (VF : Yann Guillemot) : le conseiller en communication de la Première Dame[18] (épisode 21)

## Épisodes

### Épisode 1:Affaire suivante
- États-Unis /  Canada : 27 septembre 2012 sur ABC[19] / Citytv
- France :
  - 18 avril 2013 sur Canal+[20]
  - 15 juillet 2014 sur M6
- Belgique : 8 mai 2013 sur RTL-TVI
- Suisse : 18 janvier 2014 sur RTS Un
- Québec : 20 mars 2014 sur Séries+

- États-Unis : 6,743 millions de téléspectateurs[21] (première diffusion)
- France : 2,41 millions de téléspectateurs[22] (deuxième diffusion)
- Belgique : 109 600 téléspectateurs[23] (première diffusion)

- Jackson Hurst (VF : Jean-François Cros)  (Senator Jacob Shaw)
- Jillian Armenante (VF : Ivana Coppola) (Moira O'Donnell)
- Jimmy Kimmel (lui-même)
- Wendy Davis (Kimberly Mitchell)
- Stephen Hornyak (Gary Olverman)
- Pilar Holland (Jennifer Price)
- Liz Torres (Federal judge)
- Adria Tennor (Brenda Swan)
- Gregg Henry (Hollis Doyle)
- Charles C. Stevenson Jr. (Judge Milton Kalev)
- Biff Yeager (en) (Norm)
- Maura Soden (psychologist)
- Malika Williams (guard)

### Épisode 2:Double Vie
- États-Unis /  Canada : 4 octobre 2012 sur ABC / Citytv
- France :
  - 25 avril 2013 sur Canal+
  - 15 juillet 2014 sur M6
- Belgique : 15 mai 2013 sur RTL-TVI
- Suisse : 18 janvier 2014 sur RTS Un
- Québec : 27 mars 2014 sur Séries+

- États-Unis : 6,555 millions de téléspectateurs[24]
- France : 2,1 millions de téléspectateurs[22] (deuxième diffusion)
- Belgique : 163 900 téléspectateurs[25] (première diffusion)

- Dan Bucatinsky (James)
- Leslie Grossman (Lisa)
- Lorraine Toussaint (Nancy)
- Elise Neal (Joanne)
- Damarr Calhoun (Vincent)
- Warren Thomas (Pastor Drake)
- Gregg Henry (Hollis)
- John Diehl (Ray)
- Josh Clark (Amos)
- Jason Dechert (Matt Turner)
- Sam McMurray (Pat)
- Debra Mooney (Verna)
- Joe Holt (Defense Secretary)
- Mark Damon Espinoza (Chairman of Joint Chiefs)
- Virginia Louise Smith (Secretary of State)
- Al Carabello (parking valet)
- Jennifer Marsala (reporter)
- Jay Jackson (local news anchor)
- Wendy Davis (Kimberly Mitchell)
- Keli Daniels (Cable News anchor)
- Vanessa Zima (Jill)
- Fred Ochs (AA leader)
- Jocelyn Ayanna (prayer leader)

### Épisode 3:Thorngate
- États-Unis /  Canada : 18 octobre 2012 sur ABC / Citytv
- France :
  - 25 avril 2013 sur Canal+
  - 15 juillet 2014 sur M6
- Belgique : 22 mai 2013 sur RTL-TVI
- Suisse : 25 janvier 2014 sur RTS Un
- Québec : 3 avril 2014 sur Séries+

- États-Unis : 6,17 millions de téléspectateurs[26] (première diffusion)

- France : 1,8 million de téléspectateurs[22] (deuxième diffusion)
- Belgique : 145 000 téléspectateurs[27] (première diffusion)

- Patrick Fischler (Arthur « Artie » Hornbacher)
- Gregg Henry (Hollis Doyle)
- Brenda Song (Alissa)
- Ann Cusack (Corinne Stark)
- Wendy Davis (Kimberly Mitchell)
- Norm Lewis (Edison Davis)
- Brian Letscher (Tom)
- Stoney Westmoreland (Hal)
- Steven W. Bailey (Noah Elliot)
- Peter Mackenzie (Brad Loeb)

### Épisode 4:Washington déboutonnée
- États-Unis /  Canada : 25 octobre 2012 sur ABC / Citytv
- France :
  - 2 mai 2013 sur Canal+
  - 22 juillet 2014 sur M6
- Belgique : 29 mai 2013 sur RTL-TVI
- Suisse : 25 janvier 2014 sur RTS Un
- Québec : 10 avril 2014 sur Séries+

- États-Unis : 6,11 millions de téléspectateurs[28] (première diffusion)
- France : 2,12 millions de téléspectateurs[29] (deuxième diffusion)
- Belgique : 148 000 téléspectateurs[30] (première diffusion)

- Norm Lewis (Senator Edison Davis)
- Brenda Song (Alissa)
- Gregg Henry (Hollis)
- Debra Mooney (Verna)
- Todd Waring (Peter)
- Eve Gordon (Janet)
- Darian Lopez (Emma)
- William C. Mitchell (Captain Bill Sundstrom)
- Susan Pourfar (Becky)
- Steven W. Bailey (Noah)
- Joe Holt (Defense Secretary)
- Creighton James (Alexander Lavich)
- Wendy Davis (Kimberly Mitchell)
- Kristin Carey (Brooke Foster)
- Liz Loza (young female reporter)
- Ajay Vidure (young male reporter)
- Meghan Maureen McDonough (older female reporter)
- Kate McGregor-Stewart (Mary)
- Jack Guzman (Secret Service agent)
- VyVy Nguyen (hostess)
- Bobbin Bergstrom (Patty)

### Épisode 5:Tous les chemins mènent à Fitz
- États-Unis /  Canada : 8 novembre 2012 sur ABC / Citytv
- France :
  - 2 mai 2013 sur Canal+
  - 22 juillet 2014 sur M6
- Belgique : 5 juin 2013 sur RTL-TVI
- Suisse : 25 janvier 2014 sur RTS Un
- Québec : 17 avril 2014 sur Séries+

- États-Unis : 6,06 millions de téléspectateurs[31] (première diffusion)
- France : 2 millions de téléspectateurs[29] (deuxième diffusion)
- Belgique : 149 300 téléspectateurs[32] (première diffusion)

- Norm Lewis (Senator Edison Davis)
- Gregg Henry (Hollis)
- Debra Mooney (Verna)
- Dan Bucatinsky (James)
- Tom Amandes (Governor Reston)
- Brenda Strong (Joan Reston)
- Audrey Wasilewski (Alison Becker)
- Sam McMurray (Pat)
- Susan Pourfar (Becky)
- Mina Badie (Jane)
- Kate McGregor-Stewart (Mary)
- Cullen Douglas (Steve Doherty)
- Dinora Walcott (Carol)
- Bruno Amato (Stonemason Lonnie)
- Roberto Montesinos (painter Jerry)
- Kristin Carey (Brooke Foster)
- Keith Sellon-Wright (Garrett Cole)
- Michelle Wong (on scene reporter)
- Claude Knowlton (waiter)

### Épisode 6:Tueur un jour, tueur toujours
- États-Unis /  Canada : 15 novembre 2012 sur ABC / Citytv
- France :
  - 9 mai 2013 sur Canal+
  - 22 juillet 2014 sur M6
- Belgique : 12 juin 2013 sur RTL-TVI
- Suisse : 1er février 2014 sur RTS Un
- Québec : 24 avril 2014 sur Séries+

- États-Unis : 6,02 millions de téléspectateurs[33] (première diffusion)
- France : 1,8 million de téléspectateurs[29] (deuxième diffusion)
- Belgique : 165 900 téléspectateurs[34] (première diffusion)

- Norm Lewis (Sénateur Edison Davis)
- Dan Bucatinsky (James)
- Gregg Henry (Hollis)
- Brenda Song (Alissa)
- Susan Pourfar (Becky)
- George Newbern (Charlie)
- Sarah Aldrich (Molly)
- Adam Lazarre-White (Paul)
- Sam Anderson (Sherman)
- Mary Pat Gleason (Betsy)
- Richard Gilliland (Barry)
- Stephen Hart (bureaucrate)
- Tiffany Jeneen (agent postal)
- Jennifer Sommerfield (Teresa)
- Ron Ostrow (Sarnoff)

### Épisode 7:Défiance
- États-Unis /  Canada : 29 novembre 2012 sur ABC / Citytv
- France :
  - 9 mai 2013 sur Canal+
  - 29 juillet 2014 sur M6
- Belgique : 19 juin 2013 sur RTL-TVI
- Suisse : 1er février 2014 sur RTS Un
- Québec : 1er mai 2014 sur Séries+

- États-Unis : 6,64 millions de téléspectateurs[35] (première diffusion)
- France : 2,37 millions de téléspectateurs[36] (deuxième diffusion)
- Belgique : 134 400 téléspectateurs[37] (première diffusion)

- Chelcie Ross (Harold Pierce)
- Jason London (Skip Pierce)
- Dan Bucatinsky (James Novak)
- Patty McCormack (Anne Pierce)
- Gregg Henry (Hollis Doyle)
- Debra Mooney (Verna Thornton)
- Norm Lewis (Edison Davis)
- Kate Lang Johnson (Jena Newhall)

### Épisode 8:Happy Birthday, Mr. President
- États-Unis /  Canada : 6 décembre 2012 sur ABC / Citytv
- France :
  - 16 mai 2013 sur Canal+
  - 29 juillet 2014 sur M6
- Belgique : 26 juin 2013 sur RTL-TVI
- Suisse : 1er février 2014 sur RTS Un
- Québec : 8 mai 2014 sur Séries+

- États-Unis : 7,39 millions de téléspectateurs[38] (première diffusion)
- France : 2,2 millions de téléspectateurs[36] (deuxième diffusion)
- Belgique : 168 700 téléspectateurs[39] (première diffusion)

- Norm Lewis (Senator Edison Davis)
- Dan Bucatinsky (James)
- Gregg Henry (Hollis)
- Kate Burton (Vice President Sally Langston)
- Debra Mooney (Verna)
- Stephen Collins (Reed Wallace)
- Brian Letscher (Tom)
- Stoney Westmoreland (Hal)
- Keiko Agena (Britta)
- Troy Winbush (Morris)
- Jesse D. Goins (Chief Justice)
- Samantha Sloyan (Jeannine)
- Virginia Louise Smith (Secretary of State)
- Mona Mira (staffer)
- Scott Roe (Secret Service agent no. 1)
- Barry Levy (Secret Service agent no. 2)
- Brice Williams (doctor no. 1)
- Sharon Battle (doctor no. 2)
- Tyrees Allen (Dr. Carroll)
- Kavita Patil (doctor no. 4)
- Nichelle Hines (reporter Ashley)
- Kevin Ashworth (reporter Bill)
- Jason Sims-Prewitt (soldier)

### Épisode 9:Coup d'État
- États-Unis /  Canada : 13 décembre 2012 sur ABC / Citytv
- France :
  - 16 mai 2013 sur Canal+
  - 29 juillet 2014 sur M6
- Belgique : 3 juillet 2013 sur RTL-TVI
- Suisse : 8 février 2014 sur RTS Un
- Québec : 15 mai 2014 sur Séries+

- États-Unis : 7,14 millions de téléspectateurs[40] (première diffusion)
- France : 2,1 millions de téléspectateurs[36] (deuxième diffusion)
- Belgique : 141 000 téléspectateurs[41] (première diffusion)

- Kate Burton (Vice President Sally Langston)

### Épisode 10:Résurrection
- États-Unis /  Canada : 10 janvier 2013 sur ABC / Citytv
- France :
  - 23 mai 2013 sur Canal+
  - 29 juillet 2014 sur M6
- Belgique : 10 juillet 2013 sur RTL-TVI
- Suisse : 8 février 2014 sur RTS Un
- Québec : 22 mai 2014 sur Séries+

- États-Unis : 8,37 millions de téléspectateurs[42] (première diffusion)
- France : 1,7 million de téléspectateurs[36] (deuxième diffusion)
- Belgique : 116 500 téléspectateurs[41] (première diffusion)

- Kate Burton (Vice-Présidente Sally Langston)
- Gregg Henry (Hollis Doyle)
- Debra Mooney (Verna Thornton)
- Dan Bucatinsky (James Novak)
- Norm Lewis (Edison Davis)
- Sam McMurray (Pat Wexler)
- Wendy Davis (Kimberly Mitchell)
- Susan Pourfar (Becky)
- Stoney Westmoreland (Hal)

### Épisode 11:Conspiratrice, putain, idiote et menteuse
- États-Unis /  Canada : 17 janvier 2013 sur ABC / Citytv
- France :
  - 23 mai 2013 sur Canal+
  - 5 août 2014 sur M6
- Belgique : 17 juillet 2013 sur RTL-TVI
- Suisse : 8 février 2014 sur RTS Un
- Québec : 29 mai 2014 sur Séries+

- États-Unis : 7,93 millions de téléspectateurs[43] (première diffusion)
- France : 2,13 millions de téléspectateurs[44] (deuxième diffusion)
- Belgique : 124 400 téléspectateurs[41] (première diffusion)

- Barry Bostwick (Jerry Grant)
- Tom Amandes (Gouverneur Reston)

Fitz est à peine réveillé qu'il doit réagir à une situation de crise : Langston veut lancer une grande opération militaire au Soudan de l'Est et Cyrus lui demande de reprendre ses fonctions pour la retenir. Il y parvient mais il est encore trop faible pour reprendre complètement sa charge. Olivia et Cyrus organisent donc une conférence de presse où Fitz devra répondre aux journalistes en direct, malgré sa condition physique.

### Épisode 12:Action ou Vérité?
- États-Unis /  Canada : 31 janvier 2013 sur ABC / Citytv
- France :
  - 30 mai 2013 sur Canal+
  - 5 août 2014 sur M6
- Belgique : 24 juillet 2013 sur RTL-TVI
- Suisse : 15 février 2014 sur RTS Un
- Québec : 5 juin 2014 sur Séries+

- États-Unis : 8,09 millions de téléspectateurs[45] (première diffusion)
- France : 2,1 millions de téléspectateurs[44] (deuxième diffusion)
- Belgique : 114 400 téléspectateurs[41] (première diffusion)

- Gregg Henry (Hollis Doyle)
- Debra Mooney (Verna Thornton)
- Norm Lewis (Edison Davis)
- George Newbern (Charlie)
- Susan Pourfar (Becky)
- Adam Shapiro (Jesse Tyler)
- April Parker Jones (Andie Russell)

Entre la demande en mariage d'Edison, Fitz qui veut divorcer et l'enquête de David Rosen sur le point de tout découvrir, Olivia craque. Son équipe décide alors de lui venir en aide et révèlent chacun leurs secrets, parvenant ainsi à comprendre qu'Olivia est impliqué dans une fraude électorale ayant permis l'élection du Président Grant et que Hollis Doyle est accusé d'avoir commandité son assassinat. Huck propose à Olivia de tuer Hollis, ce qu'elle refuse, mais il sait que Cyrus n'hésitera pas à utiliser Charlie pour le faire à sa place. Olivia se rassemble et décide d'offrir Doyle au FBI en lui révélant le lien entre lui et Becky. Pour appuyer le dossier, Huck demande à Becky de lui laisser l'accès à son compte en banque ; elle le fait, mais si les transactions prouvent que Doyle a commandité l'attentat de Cytron, il n'a rien à voir avec la tentative d'assassinat du Président. Il est cependant trop tard pour sauver Doyle.

### Épisode 13:Juste toi et moi
- États-Unis /  Canada : 7 février 2013 sur ABC / Citytv
- France :
  - 30 mai 2013 sur Canal+[46]
  - 5 août 2014 sur M6
- Belgique : 31 juillet 2013 sur RTL-TVI
- Suisse : 15 février 2014 sur RTS Un
- Québec : 12 juin 2014 sur Séries+

- États-Unis : 8,14 millions de téléspectateurs[47] (première diffusion)
- France : 2 millions de téléspectateurs[44] (deuxième diffusion)
- Belgique : 134 000 téléspectateurs[41] (première diffusion)

- Debra Mooney (Verna Thornton)
- Gregg Henry (Hollis Doyle)
- Dan Bucatinsky (James Novak)
- Norm Lewis (Edison Davis)
- Brenda Song (Alissa)
- Sam McMurray (Pat Wexler)
- George Newbern (Charlie)
- Cullen Douglas (Steve Doherty)
- Susan Pourfar (Becky Flynn)

### Épisode 14:Double Jeu
- États-Unis /  Canada : 14 février 2013 sur ABC / Citytv
- Belgique : 7 août 2013 sur RTL-TVI
- France : 
  - 24 septembre 2013 sur Canal+ Séries[48]
  - 5 août 2014 sur M6
- Suisse : 22 février 2014 sur RTS Un
- Québec : 19 juin 2014 sur Séries+

- États-Unis : 8,02 millions de téléspectateurs[49] (première diffusion)
- France : 1,5 million de téléspectateurs[44] (deuxième diffusion)
- Belgique : 102 500 téléspectateurs[41] (première diffusion)

- Scott Foley (Jacob « Jake » Ballard)
- Kurt Fuller (Grayden Osbourne)
- James Urbaniak (Michael Sylva)
- Joe Holt (Defense Secretary)

Dix mois ont passé depuis les derniers événements. Olivia tente d'oublier Fitzgerald en faisant du sport. Quant à Grant, il sombre dans l'alcool et Mellie s'en inquiète. Elle en parle à Cyrus qui s'en inquiète aussi. Entre-temps, l'équipe d'Olivia Pope tente de sauver David Rosen qui s'est fait piéger et est accusé de meurtre, alors que l'équipe du président tente de sauver quatre civils américains, en fait des agents infiltrés, des mains de terroristes. Mellie dévoile à Fitzgerald que c'est Cyrus qui a volé l'élection de Defiance. Le président est de plus en plus méfiant. Alors que l'équipe du président tente de sauver les quatre civils américains des mains des terroristes, l'équipe découvre que la cache était vide ; Grant apprend alors la possibilité de l'existence d'une taupe au sein de la Maison Blanche.

### Épisode 15:Filatures
- États-Unis /  Canada : 21 février 2013 sur ABC / Citytv
- Belgique : 14 août 2013 sur RTL-TVI
- France : 
  - 24 septembre 2013 sur Canal+ Séries
  - 12 août 2014 sur M6
- Suisse : 22 février 2014 sur RTS Un
- Québec : 26 juin 2014 sur Séries+

- États-Unis : 7,68 millions de téléspectateurs[50] (première diffusion)
- France : 2,04 millions de téléspectateurs[51] (deuxième diffusion)
- Belgique : 98 800 téléspectateurs[41] (première diffusion)

- Scott Foley (Jacob « Jake » Ballard)
- Eric Mabius (VF : Anatole de Bodinat) (Peter Caldwell)
- Kurt Fuller (Grayden Osborne)
- Sam Page (VF : Damien Ferrette) (Will Caldwell)
- Lisa Sheridan (VF : Sybille Tureau) (Marion Caldwell)
- Mageina Tovah (Molly)
- Joe Holt (le secrétaire à la Défense)

Olivia Pope rencontre le capitaine Ballard. Elle lui demande qui est Albatros et ce dernier lui dévoile toute l'histoire : il s'agit du nom de code d'une taupe encore recherchée par la sécurité. David Rosen se sent poursuivi. L'équipe d'Olivia Pope tente de trouver qui est Albatros et en quoi il est lié à l'affaire David Rosen. Le capitaine Ballard rencontre en secret Fitzgerald Grant, un de ses vieux amis et le commanditaire de la surveillance d'Olivia Pope. Fitzgerald ordonne au capitaine Ballard de continuer. Le nouveau client de l'équipe d'Olivia Pope est Will Caldwell, le frère du sénateur Peter Caldwell. Will est célibataire et ne désire pas s'engager mais le savoir en couple serait rassurant pour ses électeurs. Olivia trouve une solution, mais Abby vient gâcher le tout à quelques heures d'un événement important pour Will Caldwell. Lors de l'événement, Olivia découvre la vérité sur Will Caldwell : il a une relation secrète avec sa belle-sœur. L'hygiène corporelle de Huck commence à embarrasser l'équipe d'Olivia, et Quinn finit par comprendre qu'il souffre de SSPT : depuis qu'il a été torturé, il est aquaphobe. Alors qu'il se sentait suivi et n'ayant pas rejoint Huck qui le surveillait, David attrape celui qui le suit : une femme. Elle affirme savoir qui l'a piégé et fait accuser de meurtre, et finit par désigner le directeur de la CIA. Grant demande à Ballard si Olivia voit un autre homme. Ce dernier ment au président.

### Épisode 16:Clause de moralité
- États-Unis /  Canada : 21 mars 2013 sur ABC / Citytv
- Belgique : 21 août 2013 sur RTL-TVI
- France : 
  - 24 septembre 2013 sur Canal+ Séries
  - 12 août 2014 sur M6
- Suisse : 22 février 2014 sur RTS Un
- Québec : 3 juillet 2014 sur Séries+

- États-Unis : 8,51 millions de téléspectateurs[52] (première diffusion)
- France : 2,1 millions de téléspectateurs[51] (deuxième diffusion)
- Belgique : 107 200 téléspectateurs[41] (première diffusion)

- Scott Foley (Jake Ballard)
- Jay Karnes (Phil Stanner)
- Kurt Fuller (Grayden Osborne)
- Lisa Edelstein (Sarah Stanner)

La nouvelle cliente de l'équipe d'Olivia est Sarah Stanner. La rumeur veut que Sarah Stanner soit la maîtresse d'un politicien bien en vue de la Maison Blanche, Murray Randall, en passe d'être nommé à la Cour Suprême. Au moment où Olivia demande à Sarah si la rumeur est vraie, celle-ci lui affirme que c'est la vérité, ce qui déçoit son mari. Plus tard, Olivia et le mari de Sarah vont découvrir que Sarah a menti sur la durée de sa liaison avec Murray, si bien que le couple est sur au bord de la crise. Cyrus demande à Olivia de se retirer de l'affaire Stanner-Murray, qui fait grand bruit et met à mal l'image du Président depuis l'échec de l'assaut des Kashfari, mais celle-ci refuse. Cyrus est déterminé à salir la réputation de Sarah Stanner et le travail d'Olivia. Mellie découvre que Fitzgerald lui cache des choses et pense qu'il a repris contact avec Olivia. Elle en parle à Cyrus qui n'est pas décidé à s'impliquer dans le triangle amoureux du président Grant. Cela désespère Mellie, jusqu'à ce qu'elle surprenne le capitaine Ballard sortir du bureau ovale. Ballard transmet les informations récupérées par Olivia au Président, qui monte alors une opération de sauvetage des otages des Kashfari couronnée de succès. L'affaire fait la une et le scandale Stanner-Murray devient vite de l'histoire ancienne. 

### Épisode 17:Le ver est dans le fruit
- États-Unis /  Canada : 28 mars 2013 sur ABC / Citytv
- Belgique : 28 août 2013 sur RTL-TVI
- France : 
  - 24 septembre 2013 sur Canal+ Séries
  - 12 août 2014 sur M6
- Suisse : 1er mars 2014 sur RTS Un
- Québec : 10 juillet 2014 sur Séries+

- États-Unis : 7,97 millions de téléspectateurs[53] (première diffusion)
- France : 1,9 million de téléspectateurs[51] (deuxième diffusion)
- Belgique : 107 200 téléspectateurs[54] (première diffusion)

- Gregg Henry (Hollis Doyle)
- Melinda McGraw (Debora Clarkson)
- Andrea Bowen (Maybelle Doyle)

Quinn et Huck se sont fait repérer par Osborne et c'est Olivia qui en paye le prix. Elle reçoit la visite d'Osborne qui la menace. Le nouveau client d'Olivia est nul autre qu'Hollis Doyle, le même qui est derrière la fraude électorale de Defiance. Maybelle Doyle, la fille d'Hollis et de Debora a été enlevée. Hollis ne croit pas que sa fille, toxicomane et délinquante à qui il a déjà donné beaucoup d'argent, ait été enlevée mais Debora croit le contraire. Olivia demande à Hollis d'envisager qu'elle soit réellement enlevée et de coopérer à l'enquête. L'affaire se complique quand Hollis reçoit une oreille humaine coupée. Hollis croit toujours que c'est un coup monté pour avoir son argent. Lorsqu'ils reçoivent des photos montrant Maybelle, amputée de son oreille gauche, Hollis change d'avis et accepte la transaction. Huck examine l'oreille et finit par comprendre que Maybelle a menti et s'est elle-même coupé l'oreille afin de soutirer de l'argent à son père. Sur conseil d'Olivia, Hollis la met devant un choix cornélien : l'argent ou la famille ; elle choisit l'argent.

### Épisode 18:Prends garde à toi, Molly
- Canada : 3 avril 2013 sur Citytv
- États-Unis : 4 avril 2013 sur ABC
- Belgique : 4 septembre 2013 sur RTL-TVI[55]
- France : 
  - 24 septembre 2013 sur Canal+ Séries
  - 12 août 2014 sur M6
- Suisse : 1er mars 2014 sur RTS Un
- Québec : 17 juillet 2014 sur Séries+

- États-Unis : 8,04 millions de téléspectateurs[56] (première diffusion)
- France : 1,5 million de téléspectateurs[51] (deuxième diffusion)
- Belgique : 86 500 téléspectateurs[57] (première diffusion)

- Mageina Tovah (Molly)

Le mariage de Fitzgerald et de Mellie bat de l'aile, si bien que cela transparaît de plus en plus. Du côté de James et Cyrus, le couple est aussi en crise. James ne fait plus trop confiance à Cyrus depuis qu'il a appris pour la conspiration de Defiance et qu'il s'est parjuré devant la Cour suprême. 
La nouvelle cliente de l'équipe d'Olivia Pope est la femme du directeur de la CIA dont le mari s'est apparemment suicidé. Cette dernière ne croit pas que son mari, Grayden Osborne, se soit suicidé, mais qu'on l'a assassiné, avec pour preuve sa lettre de suicide qui ne lui correspond pas et qu'elle pense écrite sous la contrainte. L'équipe d'Olivia reprend l'enquête et découvre que Molly a été payée pour mentir. Huck retrouve la trace d'un local loué par celui qui l'a payé et va l'inspecter mais il se fait piéger et enfermer. Quinn finit par le retrouver au bout de plusieurs heures, et pendant ce temps, Molly est tuée. 

### Épisode 19:7 52
- États-Unis /  Canada : 25 avril 2013 sur ABC / Citytv
- Belgique : 11 septembre 2013 sur RTL-TVI
- France : 
  - 25 septembre 2013 sur Canal+ Séries
  - 19 août 2014 sur M6
- Suisse : 1er mars 2014 sur RTS Un
- Québec : 24 juillet 2014 sur Séries+

- États-Unis : 7,9 millions de téléspectateurs[58] (première diffusion)
- France : 2 millions de téléspectateurs[59] (deuxième diffusion)
- Belgique : 97 400 téléspectateurs[60] (première diffusion)

- Scott Foley (Jake)
- Jasika Nicole (Kim)

Olivia est à l'hôpital avec le président à son chevet. Harrison surprend Charlie sur place mais il parvient à fuir. Harrison, Quinn et Abby se retrouvent donc seuls à s'occuper de Huck, prostré dans son bureau et répétant en boucle « 7 52 ».
Quatorze ans auparavant, Huck était un simple militaire de retour du Kosovo recruté par la CIA pour des missions spéciales au sein de l'unité B613, en fait des interrogatoires sous la torture. Le recrutement exigeait qu'il soit seul et célibataire mais il a eu une liaison et un enfant. Repéré, il tenta de fuir mais son collègue Charlie l'a dénoncé et il fut enfermé à son tour des mois durant. De retour sur le terrain, Huck était brisé et incapable de reprendre ses missions ; par pitié, Charlie l'a laissé fuir. Dès lors, Huck a vécu dans le métro de Washington comme un sans-abri jusqu'au jour où Olivia Pope l'a remarqué.

Au moment de sortir de l'hôpital, Fitz demande à Olivia de lui pardonner comme il lui a pardonné mais elle refuse, même si elle admet toujours l'aimer. Olivia retourne à son bureau et parvient à calmer Huck en lui rappelant qu'ils sont semblables. A la Maison Blanche, Fitz surprend Mellie qui décide de quitter son mari, acceptant de garder le silence pour les apparences jusqu'à la fin du mandat. Ballard demande à être remplacé dans la surveillance d'Olivia mais son supérieur, qui dirigeait l'unité B613, refuse.

### Épisode 20:Une femme bafouée
- États-Unis /  Canada : 2 mai 2013 sur ABC / Citytv
- Belgique : 18 septembre 2013 sur RTL-TVI
- France :
  - 25 septembre 2013 sur Canal+ Séries
  - 19 août 2014 sur M6
- Suisse : 8 mars 2014 sur RTS Un
- Québec : 31 juillet 2014 sur Séries+

- États-Unis : 8,07 millions de téléspectateurs[61] (première diffusion)
- France : 2 millions de téléspectateurs[59] (deuxième diffusion)

- Scott Foley (Jake)

Olivia est furieuse contre Jake. Ce dernier révèle qu'il doit la protéger et qu'il a reçu des ordres de la Maison-Blanche. Cela irrite Olivia qui confronte Fitzgerald. Ce dernier révèle à Olivia que Mellie et lui sont séparés, mais Olivia ne veut rien entendre. Jake reçoit un appel de Fitzgerald lui demandant de continuer à protéger Olivia. James a une nouvelle importante à annoncer à Cyrus, mais celui-ci ne l'écoute à peine. Huck découvre, en regardant les caméras de surveillance du garde-meuble, que c'est Charlie qui l'a agressé. L'équipe en vient à la conclusion que la vraie taupe est Cyrus. Olivia donne son accord pour que l'équipe fouille dans les affaires de Cyrus. Jake soupçonne aussi Cyrus d'être la taupe et le révèle à Olivia. Cette dernière n'en est pas persuadée. Jake découvre que Charlie est rentré dans son appartement et a visionné les caméras de surveillance. L'équipe d'Olivia réalise que Charlie ne travaille pas juste pour Cyrus, mais aussi pour une autre personne. 

### Épisode 21:Vie privée, vie publique
- États-Unis /  Canada : 9 mai 2013 sur ABC / Citytv
- Belgique : 25 septembre 2013 sur RTL-TVI
- France : 
  - 25 septembre 2013 sur Canal+ Séries
  - 19 août 2014 sur M6
- Suisse : 8 mars 2014 sur RTS Un
- Québec : 7 août 2014 sur Séries+

- États-Unis : 8,87 millions de téléspectateurs[62] (première diffusion)
- France : 1,8 million de téléspectateurs[59] (deuxième diffusion)
- Belgique : 100 700 téléspectateurs[63] (première diffusion)

- John Barrowman : conseiller en communication de la Première Dame.

Cyrus doit gérer la révélation des infidélités du président. Fitzgerald veut prendre ses responsabilités et tenir à l'écart Olivia. David Rosen se joint officiellement à l'équipe d'Olivia Pope. Fitzgerald annonce à Cyrus qu'il ne se représente pas au poste de Président aux prochaines élections. L'équipe d'Olivia Pope tente de trouver des preuves que la taupe est Sally Langston. Malheureusement, ce n'est pas elle. Cela décourage l'équipe.
Jake est sur la piste de Charlie, mais celui-ci réussit à le semer. Charlie se réfugie dans les bureaux d'Olivia Pope et engage Olivia. Olivia lui demande le nom de la taupe, mais celui-ci refuse de le lui donner. Huck tente de le faire parler et réussit à avoir le nom de la taupe. Huck veut tuer Charlie, mais Quinn réussit à l'en empêcher. 

### Épisode 22:Le Droit Chemin
- États-Unis /  Canada : 16 mai 2013 sur ABC[64] / Citytv
- France : 
  - 1er octobre 2013 sur Canal+ Séries
  - 19 août 2014 sur M6
- Belgique : 2 octobre 2013 sur RTL-TVI
- Suisse : 8 mars 2014 sur RTS Un
- Québec : 14 août 2014 sur Séries+

- États-Unis : 9,12 millions de téléspectateurs[65] (première diffusion)
- France : 1,5 million de téléspectateurs[59] (deuxième diffusion)

- Scott Foley (Jacob « Jake » Ballard)
- Kate Burton (Vice President Sally Langston)
- Gregg Henry (Hollis Doyle)
- Dan Bucatinsky (James Novak)
- George Newbern (Charlie)
- Matt Letscher (Billy Chambers)
- Tom Amandes (Governor Samuel Reston)
- Sharmila Devar (Lauren)
- Joe Morton (Rowan)

Hollis Doyle, Olivia Pope, Mellie et Cyrus sont réunis afin de discuter du cas Billy Chambers, mais ils sont interrompus par l'arrivée du président. Jake doit amener à son patron, Olivia Pope. Huck s'inquiète pour Quinn qui apprend très vite les trucs qu'il lui a montré. Le patron du programme B613 demande à Cyrus de s'occuper du cas Grant-Pope. Il demande à Cyrus de s'occuper du président, alors que lui va s'occuper d'Olivia. Alors qu'Olivia téléphone à Cyrus pour l'avertir que le sénateur Reston travaille avec Billy Chambers, Cyrus fait une crise cardiaque. Le sénateur Reston menace Fitzgerald de dévoiler à la population les votes truqués de Defiance. 
C'est David Rosen qui a volé la carte Cytron, mais ne l'a pas remis à Billy Chamber. Ce dernier tente de le convaincre de le lui remettre, en rappelant tous les crimes qu'il a commis pour cela, de même qu'Olivia Pope. Il réussit et Rosen lui remet la carte. 
Olivia est victime d'une agression. Jake réussit à tuer la tueuse. Il révèle à Olivia que tant qu'elle a une relation avec le Président, elle est en danger. Elle lui révèle aussi que le programme B613 est derrière son agression et qu'il en est un résultat du programme B613. Malgré les avertissements de Jake, Olivia est décidée à être au côté de Fitzgerald pour les prochaines élections et de maintenir sa relation avec lui, ayant même prévu un plan de communication lui permettant d'être avec Fitz sans ruiner sa carrière ni celle de Mellie. Alors que Huck ne se sent plus capable de torturer Billy Chambers, c'est Quinn qui prend la relève. Billy Chambers révèle l'endroit où il a caché la carte, qui se révélera fausse : David Rosen a joué l'agent double afin de piéger Chambers en lui donnant une fausse carte pour avoir des aveux. En échange, Cyrus le fait nommer procureur général grâce au Président. Mais Cyrus révèle les secrets respectifs des amoureux (la liaison de Jake et Olivia, le meurtre de Verna Thornton par Fitz) et les deux amants reconnaissent qu'ils ne peuvent être ensemble.
- Cet épisode réalise la meilleure audience de la saison.

## Audiences aux États-Unis
La moyenne de cette saison est de 7,52 millions de téléspectateurs américains. L'épisode le plus regardé est le 2.22 Le Droit Chemin (White Hat's Back On) avec 9,13 millions de téléspectateurs, alors que l'épisode le moins regardé est le 2.06 Tueur un jour, tueur toujours (Spies Like Us) avec 6,02 millions de téléspectateurs américains.
| N° d'épisode | Titre original                           | Titre français                            | Chaîne | Date de diffusion originale | Audience (en millions de téléspectateurs) | PDM sur les 18-49 ans |
| ------------ | ---------------------------------------- | ----------------------------------------- | ------ | --------------------------- | ----------------------------------------- | --------------------- |
| 1            | White Hat's Off                          | Affaire suivante                          | ABC    | 27 septembre 2012           | 6.743                                     | 2.1/6                 |
| 2            | The Other Woman                          | Double Vie                                | ABC    | 5 octobre 2012              | 6,555                                     | 2.0/6                 |
| 3            | Hunting Season                           | Thorngate                                 | ABC    | 18 octobre 2012             | 6,17                                      | 1.9/5                 |
| 4            | Beltway Unbuckled                        | Washington déboutonnée                    | ABC    | 25 octobre 2012             | 6,11                                      | 2.0/6                 |
| 5            | All Roads Lead to Fitz                   | Tous les chemins mènent à Fitz            | ABC    | 8 novembre 2012             | 6,06                                      | 1.9/5                 |
| 6            | Spies Like Us                            | Tueur un jour, tueur toujours             | ABC    | 15 novembre 2012            | 6,02                                      | 2.0/6                 |
| 7            | Defiance                                 | Défiance                                  | ABC    | 29 novembre 2012            | 6,64                                      | 2.2/6                 |
| 8            | Happy Birthday, Mr. President            | Happy Birthday, Mr. President             | ABC    | 6 décembre 2012             | 7,39                                      | 2.5/7                 |
| 9            | Blown Away                               | Coup d'État                               | ABC    | 13 décembre 2012            | 7,14                                      | 2.4/7                 |
| 10           | One for the Dog                          | Résurrection                              | ABC    | 10 janvier 2013             | 8,37                                      | 2.8/8                 |
| 11           | A Criminal, a Whore, an Idiot and a Liar | Conspiratrice, putain, idiote et menteuse | ABC    | 17 janvier 2013             | 7.93                                      | 2.6/7                 |
| 12           | Truth or Consequences                    | Action ou Vérité ?                        | ABC    | 31 janvier 2013             | 8,09                                      | 2.7/8                 |
| 13           | Nobody Likes Babies                      | Juste toi et moi                          | ABC    | 7 février 2013              | 8,14                                      | 2.8/8                 |
| 14           | Whiskey Tango Foxtrot                    | Double Jeu                                | ABC    | 14 février 2013             | 8,02                                      | 2.7/8                 |
| 15           | Boom Goes the Dynamite                   | Filatures                                 | ABC    | 21 février 2013             | 7,67                                      | 2.7/8                 |
| 16           | Top of the Hour                          | Clause de moralité                        | ABC    | 21 mars 2013                | 8,51                                      | 2.7/8                 |
| 17           | Snake in the Garden                      | Le Ver est dans le fruit                  | ABC    | 28 mars 2013                | 7,97                                      | 2.6/7                 |
| 18           | Molly, You In Danger, Girl               | Prends garde à toi, Molly                 | ABC    | 4 avril 2013                | 8,04                                      | 2.6/8                 |
| 19           | Seven Fifty-Two                          | Sept cinquante-deux                       | ABC    | 25 avril 2013               | 7,90                                      | 2.8/8                 |
| 20           | A Woman Scorned                          | Une femme bafouée                         | ABC    | 2 mai 2013                  | 8,07                                      | 2.6/8                 |
| 21           | Any Questions?                           | Des questions ?                           | ABC    | 9 mai 2013                  | 8,87                                      | 3.2/9                 |
| 22           | White Hat's Back On                      | Le Droit Chemin                           | ABC    | 16 mai 2013                 | 9,12                                      | 3.2/9                 |